# ماتریس متعامد

ماتریس متعامد

در جبر خطی, یک ماتریس متعامد(به انگلیسی: orthogonal matrix), ماتریس مربعی است که درایه‌های آن اعداد حقیقی بوده و  سطرها و ستون‌ها بردارهای یکه متعامد باشند.
به شکل معادل, یک ماتریس Q متعامد است اگر ترانهاده و وارون آن برابر باشد:
{\displaystyle Q^{T}=Q^{-1},\,}
یا به عبارت دیگر
{\displaystyle Q^{T}Q=QQ^{T}=I,\,}
که I ماتریس همانی است.
یک ماتریس متعامد لزوما هم مربعی است و هم وارون‌پذیر
به عنوان یک تبدیل خطی یک ماتریس متعامد  مقدار ضرب داخلی (زاویه و طول بردار) را حفظ کرده و یک تبدیل ایزومتری‌در فضای اقلیدسی است که شامل چرخش و بازتاب نیز هستند.
مجموعه n × n ماتریس‌های متعامد یک  گروه O(n), تشکیل می‌دهند که به گروه متعامد معروفند  زیرگروه SO(n) شامل ماتریس‌های متعامدی است که دترمینان آنها برابر +۱ باشد و به گروه متعامد ویژه معروفند, که هر ماتریس متعماد ویژه معرف یک دوران است.
مدل مختلط ماتریس متعامد ماتریس یکانی است.

## توضیحات
یک ماتریس واحد ماتریسی خاص از ماتریس متعامد است و بنابرین همیشه یک ماتریس نرمال خواهد بود,
ماتریس‌های متعامد کاربردهای نظری و عملی بسیار زیادی دارند. یک ماتریس متعامد n×n یک گروه متعامد (از گروه‌های لی) است که با نماد O(n) شناخته می‌شود و کاربرد زیادی در بخش‌های مختلف علوم فیزیک و ریاضیات دارد.

## مثال‌ها
بعضی از ماتریس‌های متعامد به شرح زیرند:
- تبدیل همانی:{\displaystyle {\begin{bmatrix}1&0\\0&1\\\end{bmatrix}}}

- دوران به اندازه ۱۶.۲۶ درجه:{\displaystyle {\begin{bmatrix}0.96&-0.28\\0.28&\;\;\,0.96\\\end{bmatrix}}}

- بازتاب تحت محور xها:{\displaystyle {\begin{bmatrix}1&0\\0&-1\\\end{bmatrix}}}

## اجزا

### ابعاد پایین
ابتدایی‌ترین نوع ماتریس‌های 1×1 ماتریس [۱] و [-۱] هستند.
ماتریس‌های 2×2 به شکل زیر هستند
{\displaystyle {\begin{bmatrix}p&t\\q&u\end{bmatrix}},}
به شرط برقراری سه رابطه متعامد هستند:
{\displaystyle {\begin{aligned}1&=p^{2}+q^{2},\\1&=t^{2}+u^{2},\\0&=pt+qu.\end{aligned}}}
برای ساختن معادله اول و بدون کاستن از کلیت مسئله می‌توان فرض کرد p = cos θ و q = sin θ; بنابرین t = −q, u = p or t = q, u = −p.ما می‌توانیم اولین مورد را به عنوان دوران به اندازه زاویه θ (که اگرθ = 0 به تبدیل همانی تبدیل می‌شود), و دومین را به عنوان بازتاب تحت خطی به زاویه θ/2.
{\displaystyle {\begin{bmatrix}\cos \theta &-\sin \theta \\\sin \theta &\cos \theta \\\end{bmatrix}}{\text{ (rotation), }}\qquad {\begin{bmatrix}\cos \theta &\sin \theta \\\sin \theta &-\cos \theta \\\end{bmatrix}}{\text{ (reflection)}}}
حالت خاص بازتاب در مورد θ=90° منجر می‌شود به بازتاب حول خطی که در زاویه ۴۵ درجه است که به خط y=x معروف استیا به عبارت دیگر جای x و y را عوض می‌کند و به ماتریس تبدیل زیر نیز معروف است:
{\displaystyle {\begin{bmatrix}0&1\\1&0\end{bmatrix}}.}
یک بازتاب، ماتریس معکوس خود نیز هست که نشان می‌دهد ماتریس بازتاب یک ماتریس متقارن (برابر با ترانهاده خود) است. ضرب دو ماتریس دوران به یک ماتریس دوران دیگر می‌انجامد که مقدار آن برابر جمع زاویه‌های دو دوران است.

### ابعاد بالاتر
بدون توجه به ابعاد همیشه می‌توان دریافت که آیا ماتریس متعامد دلخواه یک ماتریس دوران در n بعد هست یا نه اما برای ماتریس‌های ۳×۳ و بزرگتر ماتریس‌های غیر دورانی می‌توانند پیچیده‌تر باشند برای مثال:
{\displaystyle {\begin{bmatrix}-1&0&0\\0&-1&0\\0&0&-1\end{bmatrix}}{\text{ and }}{\begin{bmatrix}0&-1&0\\1&0&0\\0&0&-1\end{bmatrix}}}